# Latonafontänen
Latonafontänen i Versailles trädgårdar ligger i Latonabassängen mellan slottet i Versailles och Grand Canal. På den översta nivån finns en staty av gudinnan Latona, mor till sol- och mångudarna. Fontänen är i drift tre gånger i veckan under högsäsong.

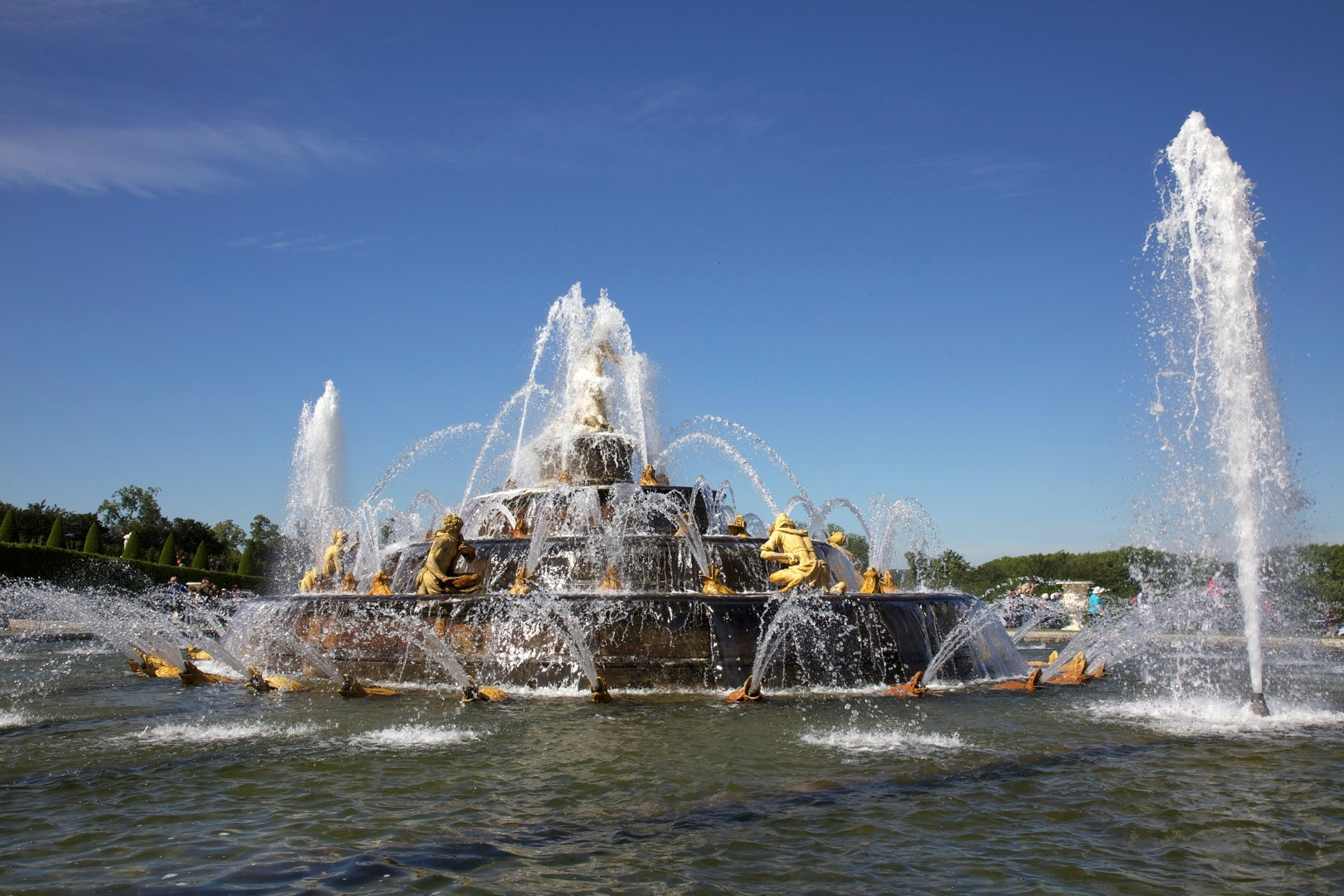
Latonafontänen i Versailles trädgårdar.

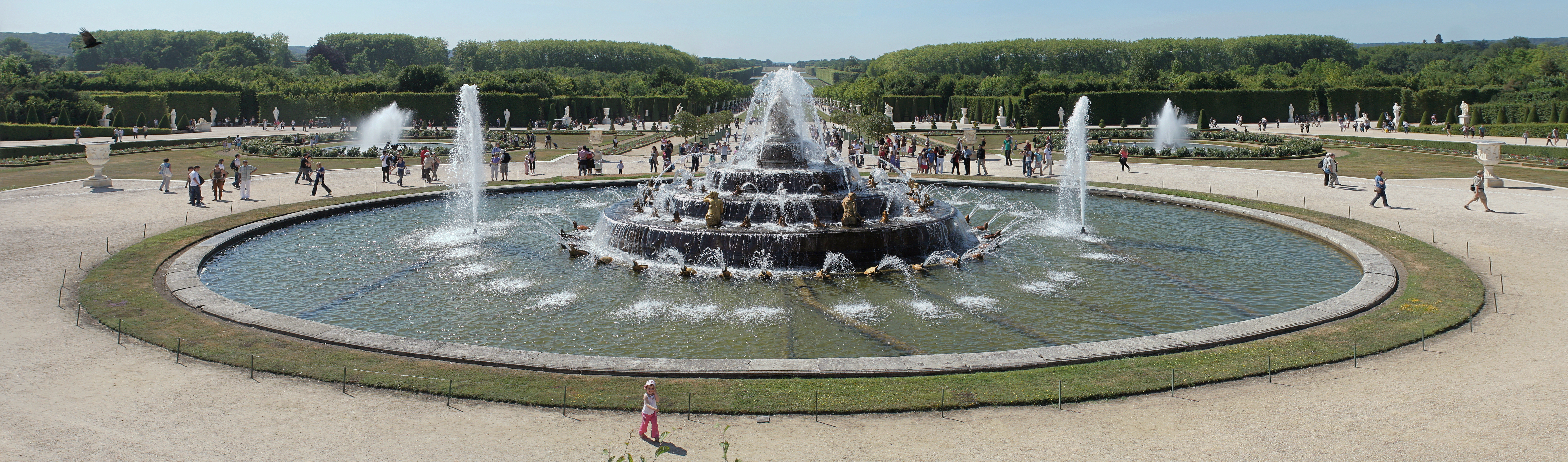
Utsikt över Latonafontänen i Versailles trädgårdar.

## Myten om Latona
Temat för Latonafontänen är hämtat från Myten om Latona (den romerska inkarnationen av den grekiska gudinnan Leto), som livfullt berättas i Bok VI av Ovidius Metamorfoser. Latona var mor till gudarna Apollo och Diana och Zeus var deras far, vilket gjorde att Zeus gemål Juno började hata Latona. Hon förbjöd alla dödliga att vara gästfria mot Latona och hennes barn, som tvingades vandra runt jorden på flykt från Junos förföljelse, tills de till sist kom till Lykien. En törstig Latona försökte dricka från en lokal damm, men invånarna, som lydde Junos befallning, vadade ut i vattnet och sparkade upp leran från dammens botten, så att Latona och hennes barn inte kunde dricka. Upprörd över deras behandling av henne, straffade Latona lykierna med att bo i sin damm för evigt, och de förvandlades till grodor som straff.

## Historia & design
Fontänen påbörjades 1670 av André Le Nôtre, sedan förstorad och modifierad av Jules Hardouin-Mansart 1686. År 1667 anställdes skulptörbröderna Gaspard och Balthazard Marsy för att försköna bassängen med statyer. Balthazard skapade sex skulpturer av bly. Dessa skulpturer föreställer varelser som är till hälften människor och till hälften grodor. De är placerade runt bassängen. Mellan 1668 och 1670 skapade Gaspard den huvudsakliga statygruppen av Latona med Diana och Apollo. Statyn placerades på en låg platå av stenar i mitten av fontänen, varifrån Latona vände sig österut mot palatset.
Jules Hardouin-Mansart designade en mycket större fontän med fyra ovala nivåer som bildar en pyramid, toppad av Gaspard Marsys staty (som ser västerut över trädgårdarna och Canal Grand snarare än mot palatset) och förstärkt runt om med de ursprungliga figurerna av Balthazard Marsy och ett antal förgyllda grodor och ödlor skulpterade av Claude Bertin. De fyra nivåerna är täckta av 230 stycken marmor, sammansatta av den vita och grå-ådrade Carraramarmorn, grönaktig marmor från Kampanien och röd marmor från Languedoc-Roussillon.

## Restaurering

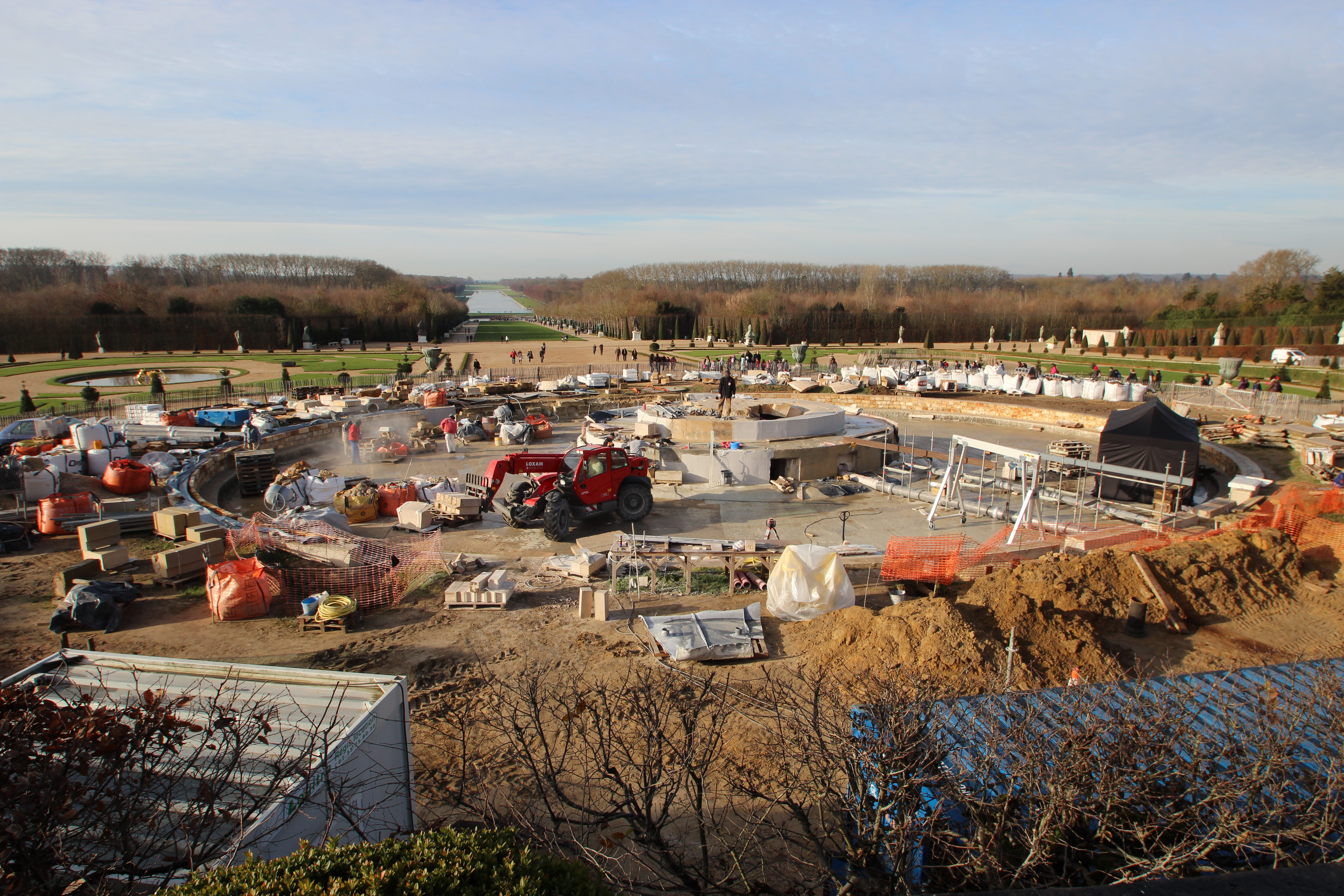
Latonafontänens utseende efter restaureringsarbetet, december 2014.

Latonafontänen genomgick en renovering mellan 2013 och 2015. Renoveringen krävde en undersökning av bassängen som stöder fontänen. Underhållet av själva fontänen var gravt försummat, och därför krävdes en total demontering av fontänens olika delar. Detta inkluderade 230 marmorbitar som rengjordes och reparerades, och blyarmaturerna för grodan och ödlan omförgylldes. Systemet av blyrör som ligger till grund för fontänen reparerades också av fontäningenjörerna i Versailles. Fontänen återinvigdes formellt i maj 2015.

## Inspiration
Latonafontänen har varit inspiration för Buckingham Fountain i Chicago.

## Panorama

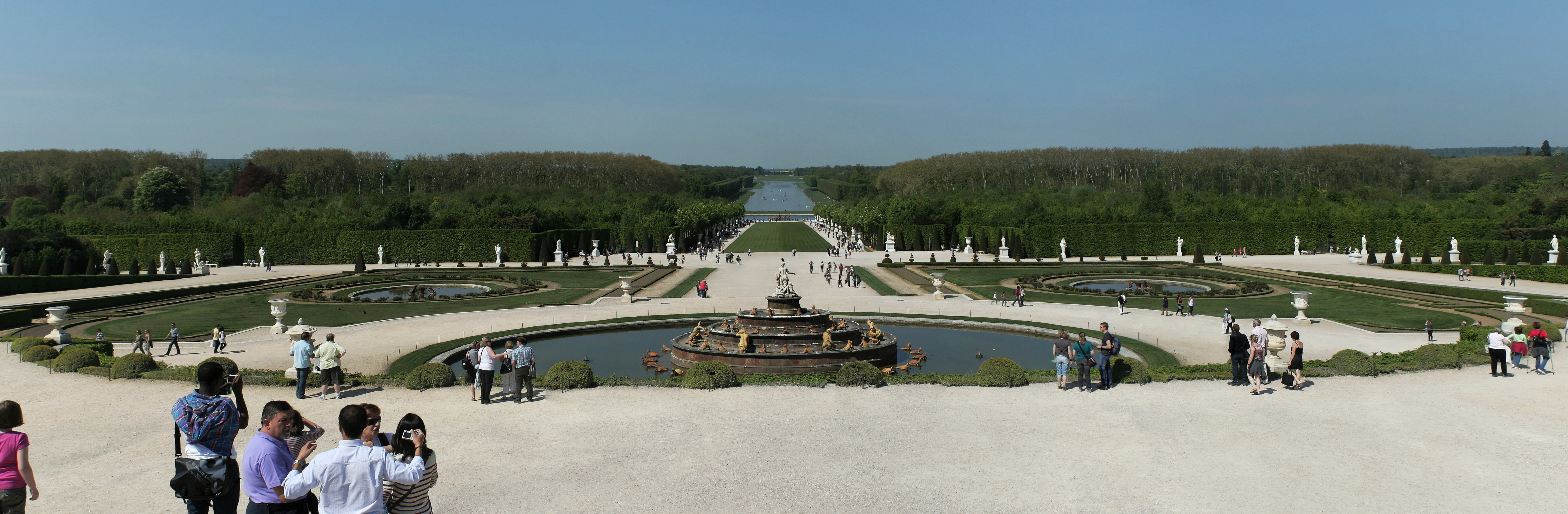
Panorama över Latona Basin med Canal Grand i bakgrunden.